# Ariz (Moimenta da Beira)
Ariz é uma povoação portuguesa do Município de Moimenta da Beira que foi sede da extinta Freguesia de Ariz, freguesia que tinha 7,71 km² de área e 107 habitantes (2011), e, por isso, uma densidade populacional de 13,9 hab/km².
A Freguesia de Ariz foi extinta (agregada), pela última reorganização administrativa do território das freguesias, de acordo com a Lei nº 11-A/2013 de 28 de Janeiro, tendo o seu território sido agregado ao das Freguesias de Aldeia de Nacomba e de Pêra Velha para constituir a União das Freguesias de Pera Velha, Aldeia de Nacomba e Ariz com sede em Pera Velha.
Fez parte do extinto concelho de Pêra Velha até 1834.

## População
| População da freguesia de Ariz | População da freguesia de Ariz | População da freguesia de Ariz | População da freguesia de Ariz | População da freguesia de Ariz | População da freguesia de Ariz | População da freguesia de Ariz | População da freguesia de Ariz | População da freguesia de Ariz | População da freguesia de Ariz | População da freguesia de Ariz | População da freguesia de Ariz | População da freguesia de Ariz | População da freguesia de Ariz | População da freguesia de Ariz |
| ------------------------------ | ------------------------------ | ------------------------------ | ------------------------------ | ------------------------------ | ------------------------------ | ------------------------------ | ------------------------------ | ------------------------------ | ------------------------------ | ------------------------------ | ------------------------------ | ------------------------------ | ------------------------------ | ------------------------------ |
| 1864                           | 1878                           | 1890                           | 1900                           | 1911                           | 1920                           | 1930                           | 1940                           | 1950                           | 1960                           | 1970                           | 1981                           | 1991                           | 2001                           | 2011                           |
| 224                            | 220                            | 242                            | 275                            | 254                            | 258                            | 286                            | 278                            | 307                            | 276                            | 235                            | 191                            | 194                            | 164                            | 107                            |

| Distribuição da População por Grupos Etários | Distribuição da População por Grupos Etários | Distribuição da População por Grupos Etários | Distribuição da População por Grupos Etários | Distribuição da População por Grupos Etários | Distribuição da População por Grupos Etários | Distribuição da População por Grupos Etários | Distribuição da População por Grupos Etários | Distribuição da População por Grupos Etários | Distribuição da População por Grupos Etários |
| -------------------------------------------- | -------------------------------------------- | -------------------------------------------- | -------------------------------------------- | -------------------------------------------- | -------------------------------------------- | -------------------------------------------- | -------------------------------------------- | -------------------------------------------- | -------------------------------------------- |
| Ano                                          | 0-14 Anos                                    | 15-24 Anos                                   | 25-64 Anos                                   | > 65 Anos                                    |                                              | 0-14 Anos                                    | 15-24 Anos                                   | 25-64 Anos                                   | > 65 Anos                                    |
| 2001                                         | 19                                           | 18                                           | 74                                           | 53                                           |                                              | 11,6%                                        | 11,0%                                        | 45,1%                                        | 32,3%                                        |
| 2011                                         | 4                                            | 8                                            | 54                                           | 41                                           |                                              | 3,7%                                         | 7,5%                                         | 50,5%                                        | 38,3%                                        |

## Património
- Igreja Matriz de Ariz.